# Индиго (фильм)
«Инди́го» — российский фантастический триллер режиссёра Романа Прыгунова, первый в его фильмографии. В главных ролях — Михаил Ефремов, Артём Ткаченко, Гоша Куценко, Мария Шукшина и Ирина Горбачёва. Премьера состоялась 26 марта 2008 года.

## Аннотация
Компания обычных с виду подростков скрывается от посторонних глаз на крыше московской многоэтажки. Искать уединения и держаться вместе их заставляет избранность. Они — индиго, люди будущего. Чувствуют опасность, понимают язык животных, читают мысли и помнят свои прошлые жизни. Их уникальность пугает одних и восхищает других. Они не дают покоя родителям, учителям, врачам, прессе и милиции.
Лидер ребят-индиго Андрей Каляев бьёт тревогу, когда один за другим начинают пропадать его друзья. Распутывая клубок загадочных и страшных событий, Андрей приходит к выводу, что все пропавшие в городе за последнее время подростки — индиго. У неизвестных сил свои планы и тот, кто открыл охоту на людей будущего, умеет их вычислять. Для того, чтобы спастись, Андрею, его девушке Тане и их друзьям придётся применить все свои способности.

## В ролях
| Актёр            | Роль                        |
| ---------------- | --------------------------- |
| Иван Янковский   | Андрей Каляев               |
| Мариус Штандель  | Денис                       |
| Мария Шукшина    | Ирина Сергеевна Ардашникова |
| Артём Ткаченко   | Павел Максимович Сошин      |
| Михаил Ефремов   | Пётр Данилович Каляев       |
| Гоша Куценко     | Вадим Борисович Суханов     |
| Елена Дробышева  | Вера Каляева                |
| Роман Шмаков     | Жека                        |
| Павел Слива      | Лёха                        |
| Павел Ясенок     | Захар                       |
| Пётр Скворцов    | Тихон                       |
| Иван Мудров      | Вовчик                      |
| Анастасия Ричи   | Таня                        |
| Никита Пресняков | первый парень, друг Захара  |
| Ирина Горбачёва  | дебют в кино                |

## Саундтрек
Музыка к фильму написана Аркадием Укупником и Дмитрием Носковым.
Также в фильме звучат песни группы «Стволы» «Мне снится», «Без спроса» и «Один» (музыка Антона Хабибулина, слова А. Сидоренко) и Юлии Савичевой «Стрела» (музыка А. Укупника, слова А. Укупника и Грейс).

## Прокат фильма
В России фильм собрал $4 675 200. Фильм посмотрело примерно 641.2 тысяч зрителей. В 2009 году фильм получил награду «MTV-Россия».
Мнение рецензентов о фильме крайне отрицательное. По данным агрегатора оценок российских и зарубежных критиков, отечественные критики в среднем оценили фильм в 38 из 100 баллов, зарубежные — в 13 из 100.